# Вакцина AstraZeneca против COVID-19
Vaxzevria (название исследования: AZD1222 ChAdOx1 nCoV-19) или Covishield, также известная как «Оксфордская вакцина» — вакцина против COVID-19, разработанная Оксфордским университетом и компанией AstraZeneca. Разработана Институтом Дженнера Оксфордского университета и Oxford Vaccine Group; группу возглавляют Сара Гилберт, Адриан Хилл, Эндрю Поллард, Тереза Ламб, Сэнди Дуглас и Кэтрин Грин.
Векторная вакцина, использующая генетически модифицированный аденовирус шимпанзе ChAdOx1. Вводится внутримышечно. Вакцина стабильна при температуре бытового холодильника и стоит от 3 до 4 долларов за дозу.
30 декабря 2020 года вакцина была одобрена для использования в программе вакцинации Великобритании. Тогда же вакцина была одобрена в Аргентине.
9 января 2021 года опубликована статья о безопасности и эффективности вакцины AZD1222 в журнале «The Lancet».
В начале мая 2024 года AstraZeneca объявила о прекращении продаж вакцины, объяснив своё решение падением продаж. Ранее, в феврале 2024 года, компания признала, что в некоторых случаях вакцина вызывает побочный эффект — тромбоз, что может привести к смерти пациента.

## Механизм действия и технология производства
Vaxzevria является векторной, нереплецирующейся вакциной, созданной на основе аденовируса шимпанзе ChAdOx1. По сути, данная вакцина и представляет собой аденовирус шимпанзе ChAdOx1, перенастроенный на выработку в организме человека белков коронавируса SARS-CoV-2, против которых иммунитет и вырабатывает антитела.
Для производства вакцины, изменённым аденовирусом ChAdOx1 заражают специальные клеточные культуры, вырабатывающие все нужные вирусу для самокопирования белки. После размножения вируса в клеточной линии, происходит гибель всех клеток-носителей, а все вирусные частицы отчищаются, после чего на их основе и делается готовая вакцина. Эта технология значительно проще, что технология производства РНК-вакцин, таких как, например, Pfizer. Также во время производства не приходится иметь дело с реальным коронавирусом.

## Условия хранения
Вакцина стабильна при температуре бытового холодильника.

### Производство
По словам вице-президента AstraZeneca Пэм Ченг, к концу 2020 года компания произведёт около 200 миллионов доз; по мере наращивания производственных мощностей, компания сможет производить от 100 до 200 миллионов доз в месяц.
В Южной Корее вакцина AstraZeneca производится на фармацевтическом предприятии SK BioScience.
В сентябре 2021 года было запущено производство AstraZeneca в России. За выпуск вакцины британской разработки принялась московская фармкомпания «Р-Фарм». Ориентирован препарат был исключительно на экспорт.

### Поставки
Индия
В июне 2020 года AstraZeneca и Институт сыворотки Индии (SII) достигли соглашения на поставку одного миллиарда доз вакцины в страны с низким уровнем доходов, включая Индию.
ЕС
29 декабря 2020 года директор Европейского агентства лекарственных средств (EMA) Ноэль Ватьон заявил, что, вакцина скорее всего, не сможет быть одобрена в ЕС до февраля 2021 года. Однако, 13 июня 2020 года AstraZeneca подписала контракт с Европейским альянсом инклюзивных вакцин, группой, образованной Францией, Германией, Италией и Нидерландами, на поставку до 400 миллионов доз во все государства-члены Европейского союза. 17 декабря госсекретарь Бельгии по бюджету опубликовал твит, в котором говорится, что ЕС заплатит 1,78 евро за дозу.
США
В августе 2020 года AstraZeneca сообщила о готовности поставить в США 300 млн доз по предварительной цене $4 USD за дозу. По словам представителя AstraZeneca, в эту цену вошли также расходы на исследования и разработку. Вакцина не была одобрена в США и в 2022 году компания AstraZeneca отозвала заявку на разрешение применять там свой препарат.
Канада
В сентябре 2020 года AstraZeneca согласилась предоставить Канаде 20 миллионов доз.
Швейцария
В октябре 2020 года Швейцария подписала соглашение с AstraZeneca о предварительном заказе до 5,3 миллиона доз.

## Оценки
13 января 2021 года появилось сообщение о том, что иммунологи Австралии призвали отказаться от вакцины AstraZeneca из-за её низкой эффективности. В правительстве в ответ на заявления учёных отметили, что не планируют менять стратегию вакцинации населения. «Вакцина AstraZeneca эффективна и безопасна», — заявил главный врач Австралии Пол Келли.
В марте 2021 года были опубликованы данные третьей фазы испытаний вакцины. По этим данным, препарат на 79 % эффективен от заболевания коронавирусом с появлением симптомов и на 100 % — от тяжёлой формы COVID-19 с последующей госпитализацией. В исследовании приняли участие 32 449 добровольцев, представлявших различные этнические группы. Около 20 % участников были в возрасте 65 лет и старше, около 60 % имели хронические заболевания, повышающие риск тяжёлой формы заболевания. Кроме того, среди 21 583 участников, получивших не менее одной прививки, не было выявлено повышенного риска заболевания тромбозом. Треть участников получили плацебо вместо прививки.
Одна из руководителей исследования, профессор Рочестерского университета Энн Фелси отметила, что в ходе испытаний была впервые доказана эффективность препарата при вакцинации людей старше 65 лет.
Более 2,5 млрд доз вакцины были доставлены в 183 страны, из которых две трети — это государства с низким или средним достатком.

## Временная приостановка использования
15 марта 2021 года использование вакцины AstraZeneca было приостановлено в целом ряде стран Западной Европы и мира. В частности, применение AstraZeneca было приостановлено в Германии, Франции, Италии, Испании, Нидерландах, Дании, Ирландии, Португалии, Норвегии, Люксембурге, Словении, Кипре, Эстонии, Латвии, Литве, Болгарии, Индонезии, Конго, Таиланде.
Генеральный директор Всемирной организации здравоохранения Тедрос Гебреисус сообщил, что консультативный комитет ВОЗ по безопасности вакцин 16 марта 2021 года рассмотрит вопросы, связанные с безопасностью AstraZeneca.
17 марта Всемирная организация здравоохранения (ВОЗ) выпустила заявление в котором рекомендовала продолжать использование препарата AstraZeneca для вакцинации против коронавируса. В заявлении сказано, «ВОЗ считает, что преимущества применения вакцины AstraZeneca перевешивают риски, и рекомендует продолжать вакцинацию».
18 марта Европейское агентство лекарственных средств (EMA) заявило, что вакцина от коронавируса компании AstraZeneca является безопасной и эффективной; в заключении регулятора говорится, что преимущества вакцины перевешивают риск побочных эффектов.
18 марта Агентство по регулированию лекарственных препаратов и медицинских продуктов Великобритании подтвердило, что преимущества этой вакцины значительно перевешивают риск возникновения побочных эффектов.
После одобрения ВОЗ и EMA европейские страны начали возобновлять вакцинацию препаратом AstraZeneca. Так, вакциной AstraZeneca привились многие политические деятели, включая премьер-министра Великобритании Борис Джонсона, президента Южной Кореи Мун Чжэ Ин, премьер-министра Италии Марио Драги и канцлера ФРГ Ангелу Меркель.
29 марта Канада приостановила использование вакцины от компании AstraZeneca для граждан моложе 55 лет, на фоне образования тромбов у пациентов; на следующий день подобное сделала и Германия, только порекомендовав вакцину для людей старше 60-ти.
6 апреля 2021 года Европейское агентство лекарственных средств (EMA) признало существование связи между вакциной от коронавируса AstraZeneca и случаями образования тромбов у вакцинированных ею граждан. Об этом сообщил итальянской газете «Il Messaggero» глава департамента угроз здоровью и стратегии вакцинации ЕМА Марко Кавалери: «Сейчас всё труднее говорить об отсутствии причинно-следственной связи между вакцинацией AstraZeneca и очень редкими случаями тромбов, связанных с низким количеством тромбоцитов. Ясно, что она есть». При этом EMA не считает нужным отказываться от вакцины AstraZeneca: «COVID-19 связан с риском госпитализации и смерти. Указанное сочетание тромбов и низкого уровня тромбоцитов встречается очень редко, и совокупные преимущества вакцины в предотвращении COVID-19 перевешивают риски нежелательных явлений», — заявило агентство. По данным EMA, из 34 миллионов прививок этой вакциной, поставленных в Евросоюзе, лишь 169 привели к образованию тромбов. Иными словами, вероятность такого исхода исчезающе мала. 25 марта 2021 года на фоне отказа стран от использования вакцины после случаев смерти привитых AstraZeneca переименовала вакцину в Vaxzevria.

### Комментарии
1. ↑  Швейцария не входит в ЕС

### Сноски
1. 1 2  Rajagopal, Divya. AstraZeneca & Serum Institute of India sign licensing deal for 1 billion doses of Oxford vaccine. The Economic Times (4 июня 2020). Дата обращения: 30 декабря 2020. Архивировано 22 февраля 2021 года.
2. ↑  Вакцину AstraZeneca переименовали в Vaxzevria. ТАСС. Дата обращения: 14 мая 2021. Архивировано 14 мая 2021 года.
3. ↑  COVID-19 Oxford Vaccine Trial. Дата обращения: 13 декабря 2020. Архивировано 28 ноября 2020 года.
4. ↑  Oxford team to begin novel coronavirus vaccine research | University of Oxford (англ.). www.ox.ac.uk. Дата обращения: 13 декабря 2020. Архивировано 28 ноября 2020 года.
5. ↑  Nick Paton Walsh, Jo Shelley, Eduardo Duwe and William Bonnett CNN. The world's hopes for a coronavirus vaccine may run in these health care workers' veins. CNN. Дата обращения: 13 декабря 2020. Архивировано 19 ноября 2020 года.
6. ↑  University of Oxford. A Phase 2/3 Study to Determine the Efficacy, Safety and Immunogenicity of the Candidate Coronavirus Disease (COVID-19) Vaccine ChAdOx1 nCoV-19. — clinicaltrials.gov, 2020-12-08. — № NCT04400838. Архивировано 11 октября 2020 года.
7. ↑  Clinical trials — 2020-001228-32. Дата обращения: 13 декабря 2020. Архивировано 5 октября 2020 года.
8. ↑  ISRCTN — ISRCTN89951424: A phase III study to investigate a vaccine against COVID-19 (англ.). www.isrctn.com. Дата обращения: 13 декабря 2020. Архивировано 11 октября 2020 года.
9. ↑  Covid-19: Oxford-AstraZeneca coronavirus vaccine approved for use in UK. BBC News. BBC (30 декабря 2020). Дата обращения: 30 декабря 2020. Архивировано 31 декабря 2020 года.
10. ↑  Argentine regulator approves AstraZeneca/Oxford COVID-19 vaccine -AstraZeneca. www.reuters.com. Reuters (30 декабря 2020). Дата обращения: 29 декабря 2020. Архивировано 4 февраля 2021 года.
11. ↑  Merryn Voysey, Sue Ann Costa Clemens, Shabir A. Madhi, Lily Y. Weckx, Pedro M. Folegatti. Safety and efficacy of the ChAdOx1 nCoV-19 vaccine (AZD1222) against SARS-CoV-2: an interim analysis of four randomised controlled trials in Brazil, South Africa, and the UK (англ.) // The Lancet. — 2021-01-09. — Т. 397, вып. 10269. — С. 99–111. — ISSN 1474-547X 0140-6736, 1474-547X. — doi:10.1016/S0140-6736(20)32661-1.
12. ↑  AstraZeneca to withdraw COVID vaccine globally as demand dips (англ.). Reuters (7 мая 2024). Дата обращения: 8 мая 2024.
13. ↑  Why Oxford's positive COVID vaccine results are puzzling scientists. Nature (англ.). 588 (7836): 16–18. 23 ноября 2020. doi:10.1038/d41586-020-03326-w. PMID 33230278. Архивировано 25 ноября 2020. Дата обращения: 13 декабря 2020.
14. ↑  JoongAng Ilbo (Южная Корея): Pfizer провалила программу вакцинации в Корее. Поможет «Спутник V». inosmi.ru (9 февраля 2021). Дата обращения: 24 февраля 2021. Архивировано 24 февраля 2021 года.
15. ↑  В России запустили производство вакцины AstraZeneca против COVID-19. РИА Новости (17 сентября 2021). Дата обращения: 18 октября 2021.
16. ↑  Kumar, Mayank. Covid-19 vaccine: Serum Institute signs up for 100 million doses of vaccines for India, low and middle-income countries. The Financial Express (7 августа 2020). Дата обращения: 30 декабря 2020. Архивировано 2 февраля 2021 года.
17. ↑  AstraZeneca vaccine not ready for quick European approval, watchdog official says. www.reuters.com. Reuters (30 декабря 2020). Дата обращения: 29 декабря 2020. Архивировано 30 декабря 2020 года.
18. ↑  Covid-19: France, Italy, Germany and Netherlands sign vaccine deal for Europe (англ.). France 24 (13 июня 2020). Дата обращения: 15 июня 2020. Архивировано 20 апреля 2021 года.
19. ↑  AstraZeneca agrees to supply Europe with 400 mil doses of COVID-19 vaccine (англ.). Japan Today. Дата обращения: 15 июня 2020. Архивировано 10 января 2021 года.
20. ↑  Calatayud, Adria. AstraZeneca to supply Europe with Covid-19 vaccine (англ.). MarketWatch. Дата обращения: 15 июня 2020. Архивировано 26 января 2021 года.
21. ↑  Stevis-Gridneff, Matina. A European Official Reveals a Secret: The U.S. Is Paying More for Coronavirus Vaccines. The New York Times (18 декабря 2020). Дата обращения: 19 декабря 2020. Архивировано 28 марта 2021 года.
22. ↑  Roland, Denise. U.S. to Invest $1.2 Billion to Secure Potential Coronavirus Vaccine From AstraZeneca, Oxford University (англ.). Wall Street Journal (21 мая 2020). Дата обращения: 6 августа 2020. Архивировано 4 апреля 2021 года.
23. ↑  США отримали права на препарат Арлеверт® // Ukrainian Medical Journal. — 2021. — ISSN 1680-3051 1562-1146, 1680-3051. — doi:10.32471/umj.1680-3051.141.198315.
24. ↑  Архивированная копия. Дата обращения: 30 декабря 2020. Архивировано 20 марта 2021 года.
25. ↑  Health Canada begins first authorization review of a COVID-19 vaccine submission — Canada.ca. Дата обращения: 30 декабря 2020. Архивировано 30 марта 2021 года.
26. ↑  Swiss sign next vaccine agreement with AstraZeneca (англ.). SWI swissinfo.ch. Дата обращения: 16 октября 2020. Архивировано 11 января 2021 года.
27. ↑  COVID-19 vaccine: Swiss federal government signs agreement with AstraZeneca. www.admin.ch. Дата обращения: 16 октября 2020. Архивировано 26 января 2021 года.
28. ↑  Учёные в Австралии усомнились в эффективности вакцины AstraZeneca :: Общество :: РБК
29. ↑  Become an FT subscriber to read | Financial Times. Дата обращения: 14 января 2021. Архивировано 14 января 2021 года.
30. ↑  В США доказали эффективность вакцины AstraZeneca для пожилых. Дата обращения: 23 марта 2021. Архивировано 23 марта 2021 года.
31. ↑  AstraZeneca: как национализм и политика помешали успеху британского "подарка всему миру". BBC News Русская служба. Архивировано 17 ноября 2022. Дата обращения: 18 ноября 2022.
32. ↑  ВОЗ не нашла связи тромбозов с прививкой AstraZeneca Архивная копия от 14 апреля 2021 на Wayback Machine // theins.ru
33. ↑  Европейский регулятор признал вакцину AstraZeneca безопасной. Дата обращения: 21 марта 2021. Архивировано 18 марта 2021 года.
34. ↑  UK regulator confirms that people should continue to receive the COVID-19 vaccine AstraZeneca. Дата обращения: 21 марта 2021. Архивировано 21 марта 2021 года.
35. ↑  Европа возобновляет прививки AstraZeneca. Дата обращения: 21 марта 2021. Архивировано 20 марта 2021 года.
36. ↑  Президент Южной Кореи привился вакциной от AstraZeneca перед саммитом G7
37. ↑  Премьер Италии привился вакциной AstraZeneca // ТАСС
38. ↑  Меркель получила первую прививку AstraZeneca от COVID-19. Дата обращения: 8 мая 2021. Архивировано 8 мая 2021 года.
39. ↑  Меркель привилась от коронавируса вакциной AstraZeneca — Общество — ТАСС. Дата обращения: 8 мая 2021. Архивировано 7 мая 2021 года.
40. ↑  В Канаде приостановили использование вакцины AstraZeneca Архивная копия от 30 марта 2021 на Wayback Machine // Лента.ру, 30 марта 2021
41. ↑  Corona-Impfung: Astrazeneca-Impfstoff für Personen ab 60 Jahren. Дата обращения: 11 апреля 2021. Архивировано 11 апреля 2021 года.
42. ↑  Европейский регулятор подтвердил связь вакцины AstraZeneca с образованием тромбов Архивная копия от 6 апреля 2021 на Wayback Machine // «Коммерсантъ», 06.04.2021
43. ↑  Европейское агентство лекарственных средств признало тромбы «очень редким» побочным эффектом вакцины AstraZeneca. Но призвало продолжить её использование. Дата обращения: 8 апреля 2021. Архивировано 8 апреля 2021 года.
44. ↑  Британский регулятор: польза от вакцины AstraZeneca превышает риски, но молодым лучше её избегать Архивная копия от 8 апреля 2021 на Wayback Machine // Русская служба Би-би-си, 7 апреля 2021
45. ↑  AstraZeneca переименовала свою вакцину от коронавируса. Дата обращения: 27 мая 2021. Архивировано 30 марта 2021 года.
46. ↑  Vaxzevria (previously COVID-19 Vaccine AstraZeneca). Дата обращения: 27 мая 2021. Архивировано 21 апреля 2021 года.